# Swartzia laevicarpa
Swartzia laevicarpa är en ärtväxtart som beskrevs av Gerda Jane Hillegonda Amshoff. Swartzia laevicarpa ingår i släktet Swartzia och familjen ärtväxter. Inga underarter finns listade i Catalogue of Life.